# روي ج. غلاوبر
روي ج. غلاوبر (بالإنجليزية:Roy Jay Glauber) (ولد في 1 سبتمبر 1925) فيزيائي أمريكي حائز على جائزة نوبل للفيزياء سنة 2005.

## وصلات خارجية
- روي ج. غلاوبر على موقع الموسوعة البريطانية (الإنجليزية)
- روي ج. غلاوبر على موقع مونزينجر (الألمانية)
- روي ج. غلاوبر على موقع إن إن دي بي (الإنجليزية)